# Ehndorf
Ehndorf er en kommune og by i det nordlige Tyskland, beliggende i Amt Mittelholstein i den sydlige del af Kreis Rendsborg-Egernførde. Kreis Rendsborg-Egernførde ligger i den centrale del af delstaten Slesvig-Holsten.

## Geografi
Ehndorf ligger hvor Aalbek løber sammen med Stör kun få kilometer vest for Neumünster ved udkanten af Naturpark Aukrug. Mod øst går Bundesautobahn 7 fra Hamborg mod Neumünster, mod nord Bundesstraße 430.